# Antonievi-Siïski monastyr
Antonievi-Siïski monastyr (en russe : Антониево-Сийский монастырь) est un hameau russe situé dans le raïon de Kholmogory dans le centre-nord de l'oblast d'Arkhangelsk. Sa population s'élevait à 73 habitants en 2012. Le monastère Saint-Antoine-de-Siya s'y trouve.

## Géographie
Antonievi-Siïski monastyr est située dans l'ouest de l'oblast d'Arkhangelsk, un sujet de Russie européenne qui fait partie du district fédéral du Nord-Ouest. La localité se trouve dans le nord du raïon de Kholmogory, une des raïons de l'oblast, avec le village de Kholmogory comme centre administratif.
Antonievi-Siïski monastyr, comme tout l'oblast d'Arkhangelsk, est située dans le fuseau horaire MSK (heure de Moscou). Le décalage horaire appliqué par rapport au temps universel coordonné est +03:00.

## Démographie
Recensements (*) ou estimations de la population,,,:
| 1859 | 2002* | 2010* | 2012 |
| ---- | ----- | ----- | ---- |
| 10   | 60    | 62    | 73   |

En 2002, la population était à 95 % composée de Russes.